# ناحیه کلفاکس، شهرستان بنزی، میشیگان
ناحیه کلفاکس (به انگلیسی: Colfax Township) یک منطقهٔ مسکونی در ایالات متحده آمریکا است که در شهرستان بنزی واقع شده‌است.
 ناحیه کلفاکس ۹۳٫۰ کیلومتر مربع مساحت و ۶۵۷ نفر جمعیت دارد و ۲۵۲ متر بالاتر از سطح دریا واقع شده‌است.